# Zabrđe, Sjenica
Zabrđe (izvirno srbsko Забрђе) je naselje v Srbiji, ki upravno spada pod Občino Sjenica; slednja pa je del Zlatiborskega upravnega okraja.

## Demografija
V naselju živi 43 polnoletnih prebivalcev, pri čemer je njihova povprečna starost 40,0 let (39,2 pri moških in 40,7 pri ženskah). Naselje ima 16 gospodinjstev, pri čemer je povprečno število članov na gospodinjstvo 3,13.
Po podatkih popisa iz leta 2002 večino prebivalstva tega naselja predstavljajo Bošnjaki, v času zadnjih treh popisov pa je opazno zmanjšanje števila prebivalcev.
|  |

| Demografija | Demografija     | Demografija     |
| Leto        | Št. prebivalcev | Št. prebivalcev |
| ----------- | --------------- | --------------- |
|             |                 |                 |
|             |                 |                 |
|             |                 |                 |
|             |                 |                 |
| 1948        | 101             |                 |
| 1953        | 242             |                 |
| 1961        | 260             |                 |
| 1971        | 75              |                 |
| 1981        | 73              |                 |
| 1991        | 72              | 72              |
| 2002        | 95              | 50              |
|             |                 |                 |

| Etnična sestava po popisu iz leta 2002 | Etnična sestava po popisu iz leta 2002 | Etnična sestava po popisu iz leta 2002 | Etnična sestava po popisu iz leta 2002 | Etnična sestava po popisu iz leta 2002 |
| -------------------------------------- | -------------------------------------- | -------------------------------------- | -------------------------------------- | -------------------------------------- |
| Bošnjaki                               | Bošnjaki                               |                                        | 39                                     | 78,0%                                  |
| Srbi                                   | Srbi                                   |                                        | 9                                      | 18,0%                                  |
| Neznano                                | Neznano                                |                                        | 0                                      | 0,0%                                   |